# Christian Philipp Koehler
Christian Philipp Koehler (auch: Christian Philipp Köhler) (* 1. Februar 1778 in Stettin; † 1. März 1842 in Berlin) war ein deutscher Beamter. Nach Tätigkeit in seiner Geburtsstadt Stettin wechselte er 1809 nach Berlin und stieg dort bis zum  Wirklichen Geheimen Rat und Mitglied des Staatsrats auf. 

## Leben
Christian Philipp Koehler wurde als Sohn eines Schiffskapitäns geboren.
Er erhielt zunächst Privatunterricht bei Professor Sello in Stettin und besuchte anschließend ab 1791 das dortige Akademische Gymnasium. Er beendete die Schule 1794 mit dem Abitur und begann ein Jura-Studium an der Universität Halle und wurde, nach der ersten Prüfung am 26. Mai 1797, Auskultator bei der Regierung in Stettin.
Im Dezember 1797 wurde eine Untersuchung gegen ihn niedergeschlagen, weil er als Student bei einem Duell als Sekundant fungierte; das Vergehen wurde jedoch auf jugendlichen Leichtsinn zurückgeführt.
Nach dem zweiten Examen am 27. Juni 1798 wurde er zum Referendar befördert und bat im November im gleichen Jahr um die Zulassung zum Rigorosum, das er am 25. Januar 1799 erfolgreich bestand. Am 30. Januar 1799 wurde er Assessor bei der Regierung in Stettin; später wurde er zugleich Assistenzrat bei der Pommerschen Kriegs- und Domänenkammer. Nach dem Tod des Kammerjustitiars Wilhelm Friedrich Peters 1801 wurde er zunächst Extraordinarius in der Kammer und erhielt eine Anwartschaft auf das nächste vakante Amt als Kammerjustitiar in Stettin. 1802 wurde er endlich Kriegs- und Domänenrat und zweiter Kammerjustitiar. 
1809 wechselte er als Staatsrat in das Ministerium des Innern nach Berlin und wurde dort zum Wirklichen Geheimen Rat befördert.
Seit 1817 war er Vorsteher der Sing-Akademie zu Berlin.